# Trathala paula
Trathala paula là một loài tò vò trong họ Ichneumonidae.